# Никифаровский сельсовет
Никифаровский сельсовет — административно-территориальная единица и муниципальное образование в Альшеевском районе Республики Башкортостан Российской Федерации.
Законом «О границах, статусе и административных центрах муниципальных образований в Республике Башкортостан» муниципальное образование наделено статусом сельского поселения.

## Население
| 2002 | 2009  | 2010  | 2012  | 2013  | 2014 | 2015 |
| ---- | ----- | ----- | ----- | ----- | ---- | ---- |
| 1427 | ↘1332 | ↘1166 | ↘1072 | ↘1016 | ↘996 | ↘969 |
| 2016 | 2017  | 2018  | 2019  | 2020  |      |      |
| ↘937 | ↘928  | ↘893  | ↘862  | ↘853  |      |      |

## Состав сельского поселения
| № | Населённый пункт | Тип населённого пункта       | Население |
| - | ---------------- | ---------------------------- | --------- |
| 1 | Никифарово       | село, административный центр | ↘845      |
| 2 | Алдарово         | деревня                      | ↘105      |
| 3 | Балгазы          | деревня                      | ↘95       |
| 4 | Айдагулово       | деревня                      | ↘72       |
| 5 | Новые Балгазы    | деревня                      | ↘28       |
| 6 | Александровка    | деревня                      | ↗21       |

До декабря 1986 года в состав сельсовета входил посёлок Ивановка, исключенный из учетных данных Указом Президиума ВС Башкирской АССР от 12.12.1986 N 6-2/396 «Об исключении из учетных данных некоторых населенных пунктов»).